# 第192战斗攻击机中队 (美国海军)
第192战斗攻击机中队（英語：Strike Fighter Squadron 192 (VFA-192)），也称“世界著名的黄金龙”，是一支美国海军F/A-18E“大黄蜂”战斗机的中队，母基地位于加利福尼亚州的勒莫尔海军航空站。他们现隶属于第2舰载飞行联队，机尾代码为NE，且他们的无线电呼号为“龙”。

## 相关
- 美国海军飞行中队列表（英语：List of United States Navy aircraft squadrons）
- 美国海军舰载飞行联队（英语：List of United States Navy Carrier air wings）
- 海军航空兵